# Aurelio Arturo
Pour les articles homonymes, voir Arturo.
 (juin 2025).
Si vous disposez d'ouvrages ou d'articles de référence ou si vous connaissez des sites web de qualité traitant du thème abordé ici, merci de compléter l'article en donnant les références utiles à sa vérifiabilité et en les liant à la section « Notes et références ».

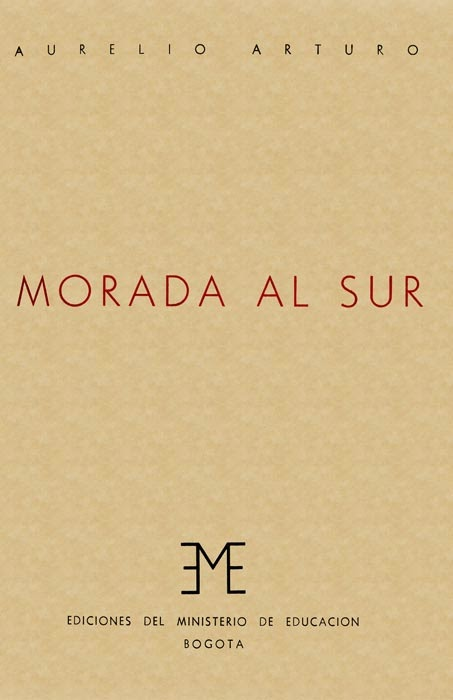
Édition publiée par le Ministère de l'Éducation Nationale le 26 septembre 1963

Aurelio Arturo Martínez, né à La Unión le 22 février 1906 et mort à Bogota le 24 novembre 1974, est un poète, traducteur, professeur, avocat et magistrat colombien de la Cour du Travail et de la Cour Militaire. C'est par la création d'une œuvre brève et universelle qu'il est devenu célèbre. Son unique livre, Demeure au Sud, est une sélection, résumée et éditée de treize poèmes d'un recueil d'environ soixante-dix poèmes, lesquels, depuis sa jeunesse, ont été publiés dans de différents quotidiens de renom, comme El Espectador (entre 1925 et 1970). Œuvre dans laquelle il y écrivit ses expériences et souvenirs d'enfance sur sa région d'origine. On peut y retrouver trois thèmes fondamentaux : le foyer, les rencontres et les activités à la campagne.

## Biographie

### Enfance et adolescence
Il était le fils de Heriberto Arturo Belalcázar originaire de Pasto, Nariño (Colombie), professeur d'école et de Raquel Martínez Caycedo, originaire d'Almaguer, Cauca (la Colombie) qui était pianiste.
Vers 1913, il est inscrit dans l'école publique de son village pour accomplir ses études de primaire, où apprend à lire et à écrire avec fluidité. Plus tard, en 1918, il partit à Pasto pour passer son brevet dans le collège San Francisco Javier, où il débute ses poèmes en publiant ses chroniques et ses vers dans le journal de son collège.
Les promenades constantes en compagnie de son grand-père, du collège à la maison et de la maison au collège ont permis à Arturo d'apprécier pleinement la nature qui l'entourait. De plus, la famille "Caycedo" du côté de sa mère, étaient bailleurs et propriétaires de trois propriétés, ce qui a permis à Aurelio de découvrir les animaux de ferme, notamment les chevaux. Sa nourrice de couleur noire était toujours avec lui, et sa mère diffusait dans la maison des notes de piano envoûtantes. En travaillant beaucoup et durement dans la campagne, il a développé à un très jeune âge une grande sensibilité pour comprendre et interpréter l'environnement majestueux et sublime qui l'entourait. Bien qu'influencé par ses oncles orateurs, la poésie de son père et grand-père ont grandement participé à la création de ses œuvres. Ce grâce à ce début précoce qu'il a pu trouver dans sa langue l'harmonisation de son monde en une ode à la vie.

### Deux tragédies
Il fut rapidement marqué par deux événements tragiques, le premier, la mort de son frère cadet  Luis Guillermo Arturo, le 7 mai 1911, qui lui a inspiré les poèmes Chanson à l'enfant que rêvait et Chanson de l'hier, dans lesquels son frère apparaît comme Esteban. La seconde tragédie qui frappa le poète, fût la mort de sa mère, décédée du typhus le 25 juillet 1924, alors qu'il avait à peine 18 ans. Il a décidé de reconstruire sa vie à Bogota, ce qui lui ouvrit beaucoup de portes dans le milieu académique (comme poète ou professionnel), grâce auxquels il écrivit ses premiers poèmes.

### Goût de la nature
Arturo s'inspirait du monde rural, non seulement parce qu'il pouvait y trouver tranquillité, harmonie et liberté, mais aussi, un monde calme et sublime, qui devenait magique, par les différentes tailles, couleurs, formes, nuances, sons, endroits et espèces qu'il lui permettait toujours de penser, s'inspirer et écrire. 
Il le mentionne dans sa première strophe de son poème le plus célèbre, Demeure au sud « dans les nuits métisses qui sortaient de l'herbe, les jeunes chevaux, leurs courbes sombres, brillantes, faisant trembler le sol avec leurs fers de bronze. Les étoiles noires souriaient dans l'ombre avec leurs dents d'or » et dans la seconde partie de la septième strophe du même poème  « je Te parle d'un bois mystique qui existe seulement par les oreilles, et perdus dans la nuit résonnent des violons, des harpes, les laudes et pluies éternelles »,.